# Asparagus natalensis
Asparagus natalensis är en sparrisväxtart som först beskrevs av John Gilbert Baker, och fick sitt nu gällande namn av J.-p. Lebrun och Adélaïde Louise Stork. Asparagus natalensis ingår i släktet sparrisar, och familjen sparrisväxter. Inga underarter finns listade i Catalogue of Life.